# Salma Baccar
Salma Baccar (arabe : سلمى بكار), née le 15 décembre 1945 à Tunis, est une réalisatrice et femme politique tunisienne.

## Biographie
Dans le cadre du ciné-club de Hammam Lif où elle rencontre le cinéma amateur tunisien, Salma Baccar réalise en 1967 un court métrage de neuf minutes, L'Eveil, sur la détermination d’une jeune femme à Tunis et les actes qui la mènent à la liberté. Elle étudie la psychologie entre 1966 et 1968 à Lausanne puis le cinéma à l'Institut français du cinéma jusqu'en 1970, avant de travailler comme assistante-réalisatrice pour la télévision tunisienne. Durant sa carrière professionnelle, elle réalise des courts métrages, longs métrages, documentaires et séries télévisées. En 1990, elle devient la première productrice en Tunisie : elle possède sa propre compagnie, Intermedia Productions, qui produit notamment des films de Kalthoum Bornaz.
Baccar participe, en 1989, à la production d'El niño de la luna et participe à des festivals à réputation internationale comme celui de Cannes.
Le 23 octobre 2011, elle est élue membre de l'assemblée constituante en tant que représentante du Pôle démocratique moderniste puis de la Voie démocratique et sociale (Al Massar) dans la circonscription de Ben Arous. Vice-présidente de la commission constituante des droits et libertés, elle participe aux différentes manifestations contre la troïka.
Le 26 mars 2019, elle présente sa démission de toutes les structures d'Al Massar, à savoir le bureau politique, la coordination générale et le conseil central. Quelques semaines plus tard, elle annonce son adhésion au parti Tahya Tounes.

## Distinctions
En 2006, elle obtient le Prix du cinéma à l'occasion de la Journée nationale de la culture. En 2014, elle reçoit les insignes de chevalier de l'Ordre national du Mérite de Tunisie. En 2015, elle est décorée des insignes d'officier de l'Ordre de la République tunisienne, remis par le président de la République tunisienne à l'occasion de la Journée nationale de la femme,. En 2018, elle remporte le grand prix du Festival de Carros,.

## Filmographie

### Séries télévisées
- 1996 : Le Secret des métiers
- 1997 : Femmes dans notre mémoire
- 2002 : Farhat Lamor (Joie d'une vie)
- 2005 : Chara Al Hobb
- 2006 :
  - Nwassi w Ateb
  - Assrar âailya
- 2007 :
  - Chaâbane fi Romdhane
  - Kamanjet Sallema
- 2007 : Layali el bidh
- 2015 : Naouret El Hawa : Basma Attia

### Longs métrages
- 1976 : Fatma 75[15]
- 1995 : La Danse du feu
- 2006 : Fleur d'oubli
- 2017 : El Jaida[16]
- 2024 : La Maison dorée

### Autres
- 1967 : L'Eveil (court métrage de 9 min)[1]
- 1985 : De la toison au fil d'or (court métrage)
- 1985 : Au pays du Tarayoun (moyen métrage)
- 2004 : Raconte-moi le planning (docufiction de 26 minutes)
- 2013 : Matadhrabnich (Ne me frappe pas), campagne pour la réforme du système policier